# Kolęda (wizyta duszpasterska)

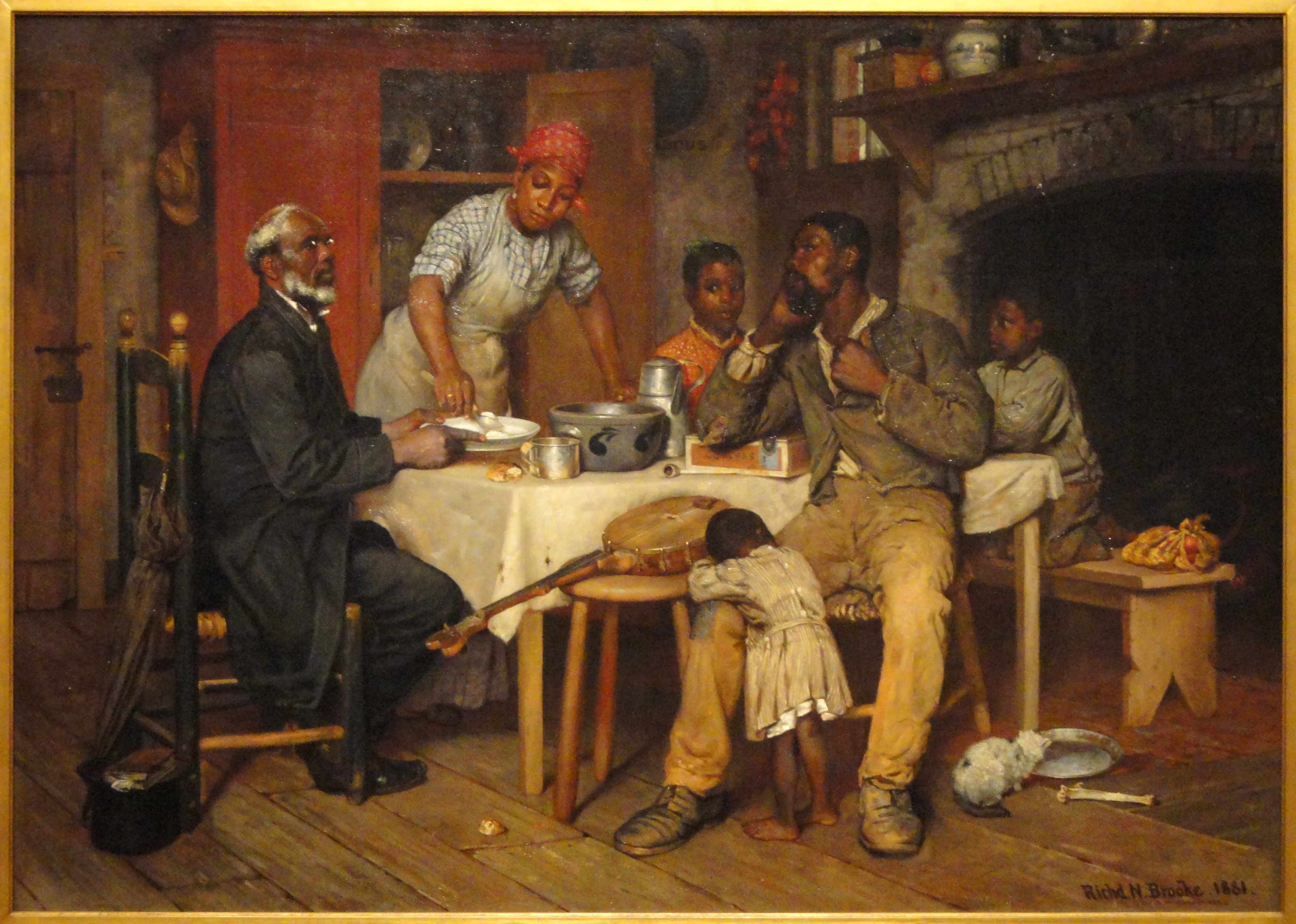
Wizyta duszpasterska – Richard Norris Brooke (1881)

Kolęda – w Polsce popularne określenie wizyty duszpasterskiej proboszcza lub osoby go reprezentującej (wikariusza parafialnego lub diakona) w domach parafian. Wizyta duszpasterska jest jedną z form duszpasterskich stosowaną w wielu Kościołach chrześcijańskich.
W Kościele katolickim wizyta taka określona jest prawem kanonicznym:

Pragnąc dobrze wypełnić funkcję pasterza, proboszcz powinien starać się poznawać wiernych powierzonych jego pieczy. Winien zatem nawiedzać rodziny, uczestnicząc w troskach wiernych, zwłaszcza w niepokojach i smutku, oraz umacniając ich w Panu, jak również – jeśli w czymś nie domagają – roztropnie ich korygując.

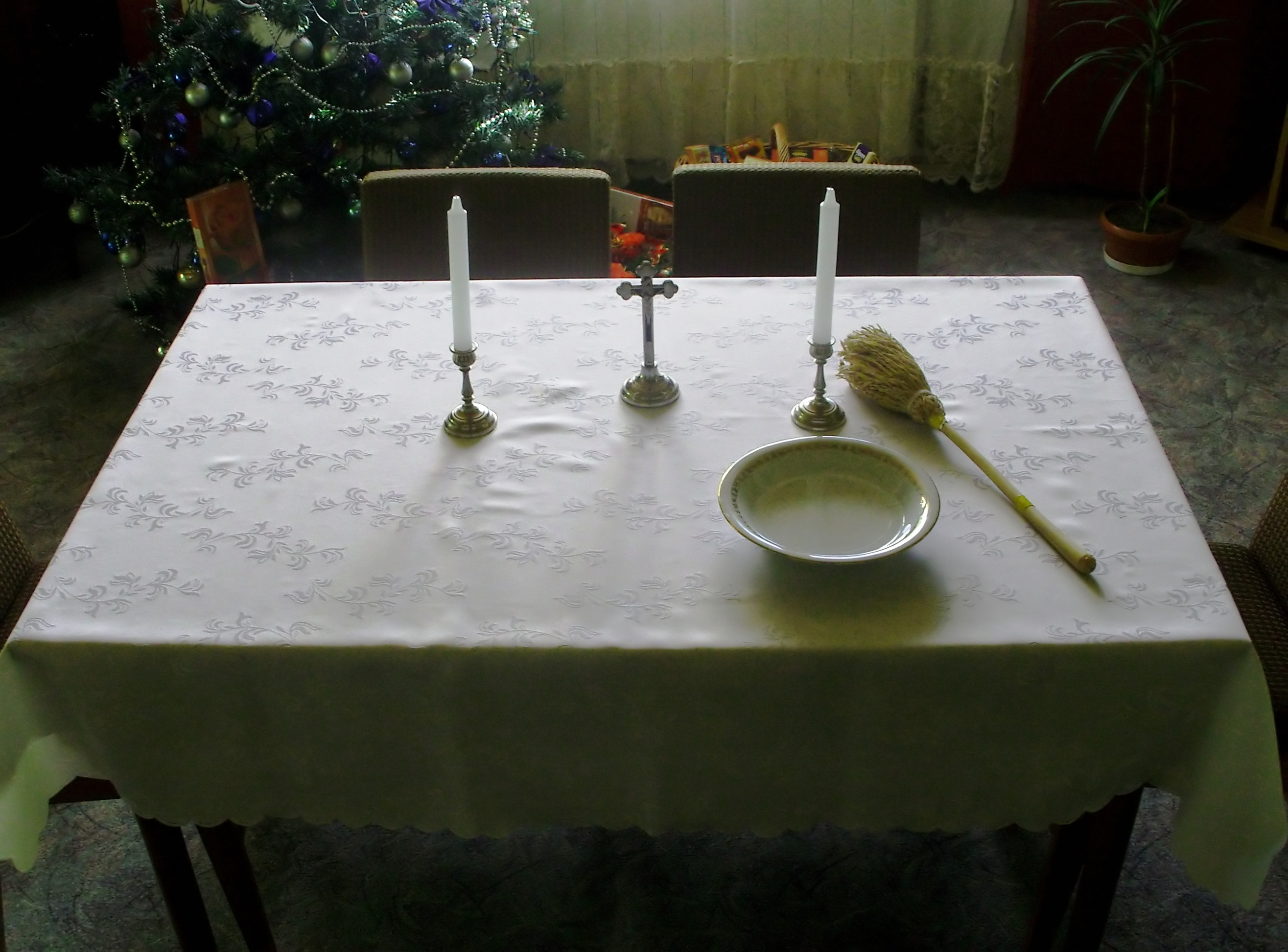
Stół przygotowany na wizytę duszpasterską: świece, kropidło, krzyż, woda święcona, biały obrus

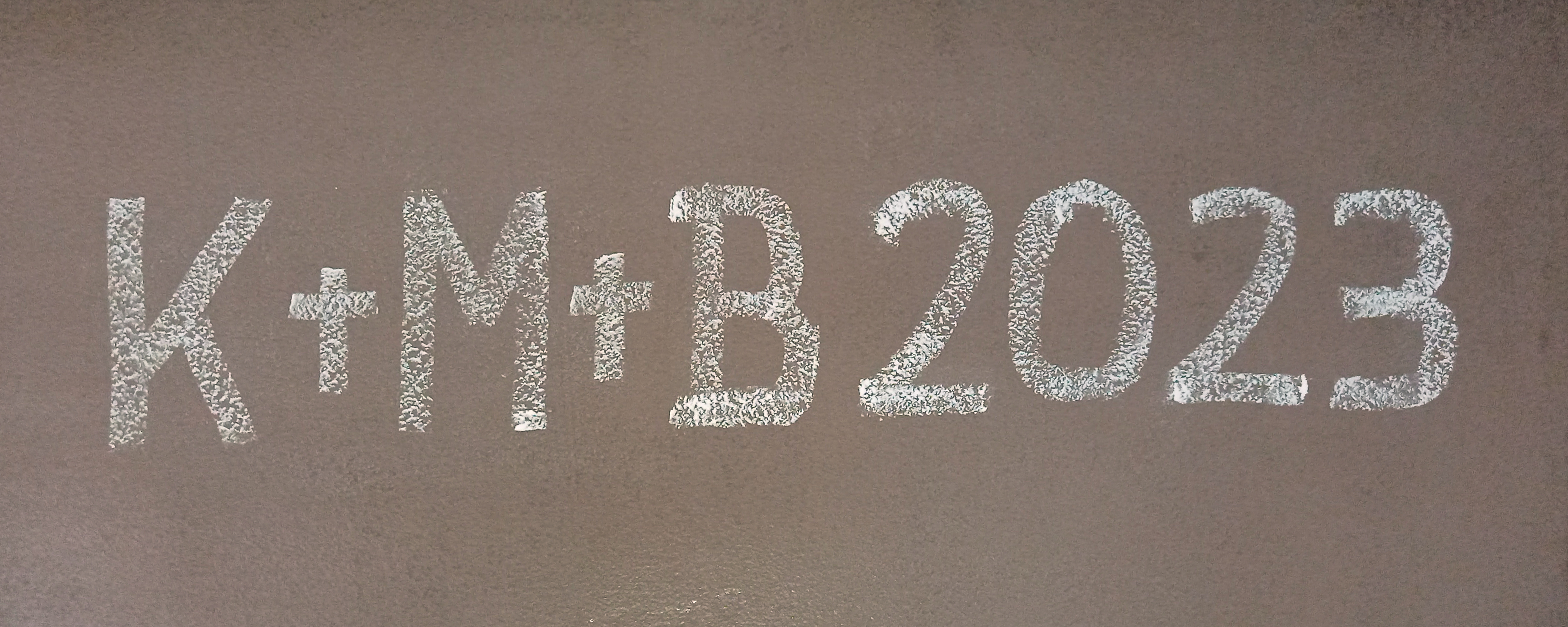
K☩M☩B wypisane kredą w kamienicy w Krakowie (2023)

Kościół katolicki w Polsce za czas odwiedzin duszpasterskich przyjął okres po świętach Bożego Narodzenia, zazwyczaj trwający do święta Ofiarowania Pańskiego (2 lutego). Prawo kanoniczne w tej kwestii nie określa czasu w ciągu roku, który byłby najbardziej odpowiedni na wizytę kapłanów. Podstawowym celem kolędy jest modlitwa księdza wraz z parafianami w ich domach, poświęcenie domu oraz błogosławieństwo dla rodziny na cały rok. Ponadto jest to okazja do bliższego poznania się między kapłanami i parafianami, rozmowy na tematy rodzinne i duszpasterskie oraz przedstawienie programu duszpasterskiego na najbliższy rok. W czasach, gdy katecheza nie odbywała się w szkołach, księża sprawdzali stan wiedzy religijnej dzieci i młodzieży. Zwyczajowo zostawia się pamiątkowe obrazki.
W zależności od lokalnych zwyczajów kolęda może mieć różną formę. Najczęściej do kolędy przygotowuje się stół z krzyżem i świecami, w niektórych regionach Polski także z wodą święconą i kropidłem. Przy okazji kolędy parafianie mogą złożyć dobrowolną ofiarę na rzecz wspólnoty parafialnej. Niekiedy praktykuje się poczęstunek lub wspólny posiłek. Kolędującemu księdzu zwykle towarzyszą ministranci, rzadziej zakrystian lub organista. Na drzwiach odwiedzanego domostwa kredą bywa wypisywany symbol C☩M☩B.
Kolęda wśród wielu wiernych budzi dziś coraz większe kontrowersje. Niektórzy przypuszczają, że krótka wizyta kapłana ma na celu głównie zebranie ofiar. Jest to problem, z którym boryka się nie tylko Kościół katolicki w Polsce – na przykład we Włoszech chcąc odciąć się od podobnych zarzutów kapłani odwiedzają jedynie domy, do których zostali wcześniej, za pośrednictwem kancelarii parafialnej, zaproszeni. Ten pomysł w ostatnich latach, zwłaszcza po pandemii koronawirusa, staje się coraz bardziej popularny również w Polsce.